# Европейский маршрут E82
Европейский маршрут E82 является автомагистралью класса А, соединяющий город Порту, Португалия с городом Тордесильяс, Испания. Протяжённость маршрута — 380 км.

## Города, через которые проходит автомагистраль
- Португалия: Порту — Амаранте — Вила-Реал — Браганса -

- Испания: Самора — Тордесильяс